# アボラス
アボラスは、特撮テレビドラマ『ウルトラマン』をはじめとする「ウルトラシリーズ」に登場する、架空の怪獣。別名は青色発泡怪獣（）。

## 『ウルトラマン』に登場するアボラス
特撮テレビドラマ『ウルトラマン』第19話「悪魔はふたたび」に登場。
3億5,000年前の超古代文明ミュー帝国で「青い悪魔」と恐れられ、液化されて円筒形のアンプルを収めたタイムカプセルに封印されていた青い古代怪獣。眉間が一本角状に伸びた巨大な頭部や大きく横に裂けた口が特徴であり、強靭な体力を持つ。口からは、何でも溶かす白い泡状の溶解液（溶解泡）を放射する。東京のビル工事現場で出土され、調査のために運ばれた鉱物試験場で高圧電流による10万ボルト以上の電気ショックを受けてアンプルが開けられた結果、復活する。
その後、都心部を横断して首都高速を進撃しながら、野獣の闘争本能によって引き寄せられるように先んじて復活した怪獣バニラと旧国立競技場にて激突する。科学特捜隊の原子弾で弱ったバニラを倒し、ウルトラマンと対決する。ウルトラマンに溶解液を浴びせてスペシウム光線を阻止するが、溶解液はウルトラマンに弾き飛ばされる。持ち前の体力で2発のスペシウム光線に耐えるが、3発目には耐えられず倒される。
第35話「怪獣墓場」の怪獣供養では、遺影として写真が飾られている。
- スーツアクター：中村晴吉[出典 3]、鈴木邦夫（ノンクレジット）[13]
- 着ぐるみは初代レッドキングを青く塗装して改造したものであり、頭部は新規造形である[出典 4]。本話の撮影後、頭部を差し替えて全体を金色に塗り直すという再改造を経て、2代目レッドキングになった[出典 5]。
- デザインは成田亨によるもので、頭部は恐竜の頭骨をモデルとしている[18][15]。
- 山田正弘が単独執筆した準備稿「前世紀からの使者」では、前世紀人に操られる液体怪獣であり（バニラは登場しない）、普段は小型の瓶に収められている。この設定は『ウルトラセブン』のカプセル怪獣の原型になっている[19]。最後は自分の吐いた泡をウルトラマンに跳ね返され、膝打ちとウルトラチョップの連打を受けて消滅する[13]。南川龍（野長瀬三摩地）が加筆した決定稿「悪魔はふたたび」で、アボラスはウルトラスラッシュ光線を受けて木端微塵となり、「ウルトラマンの足もとで切れ切れに飛び散ったアボラスの残骸」というト書きで終了している[13][20]。
- 第26話「怪獣殿下（前篇）」では、治少年のイメージイラストに登場している。
- 一峰大二の漫画版の「怪獣アボラスの巻」やPS2用ゲーム『ウルトラマン』では、バニラ共々ウルトラマンに八つ裂き光輪で倒される。なお、漫画版ではバニラと体色が入れ替わっている。
- 書籍『ウルトラマン白書』掲載の金城哲夫の文芸ノートでは、バニラ共々「宇宙怪獣」と区分されている[要ページ番号]。
- 『ウルトラファイト』では、溶解液は終始「冷凍光線」とされているため、映像で溶けている建物が「凍っている」とナレーションされている。
- 『ウルトラ怪獣攻げき技大図鑑』では、溶解液は「メルトバブル」と命名された[21]。

## 『ザ☆ウルトラマン』に登場するアボラス
テレビアニメ『ザ☆ウルトラマン』第27話「怪獣島浮上!!」に登場。
怪獣墓場で眠っていた個体が、バラドン星人によってアーストロン、ゴーストロン、ゴキネズラ、レッドキング、バニラと共に蘇生させられたうえで怪獣島に収容され、地球へ送られた。
武器は『ウルトラマン』の登場個体と同一であるが、外見には緑色の体色や肩に生えている長く鋭い角といった相違が見られる。バニラと激しく戦ううちにゴキネズラとも戦い、最終的にはその3体でレッドキングと戦闘中のジョーニアスを襲撃するが、3体とも倒される。
- 資料によっては「バニラと同士討ちの末に共倒れになった」旨が説明されている[出典 8]が、上記のようにこれは誤りである。

## 『ウルトラマンパワード』に登場するアボラス
特撮テレビドラマ『ウルトラマンパワード』第9話「復活！ 二大怪獣」（米国版サブタイトル：TAILS FROM THE CRYPTS）に登場。玩具などではパワードアボラスの名称が用いられている。
古代人から「青い悪魔」として恐れられており、彼らの作り上げた石棺の中に3千年間以上も封印されていた怪獣。最大の武器は口から放射する溶解性の強い泡であるが、初代とは異なりガス状ではなく液体そのものになっている。
石棺が納められていた洞窟に入った大学新聞の編集委員が石棺を偶然開け、焚いたカメラのシャッター音により、覚醒する。青い光となって岩に吸い込まれ、その中から復活して洞窟を崩しながら地上に現れると、同じく現代に復活したバニラを溶解液で倒す。W.I.N.R.のスカイハンターの攻撃を受けて倒れるもののすぐに復活し、その後は再生したバニラと共にパワードへ2対1の戦いを挑むが、スカイハンターから発せられた2万3千ヘルツの音波で弱体化し、最後はバニラ共々メガ・スペシウム光線で爆砕される。
- 企画段階では「アボラス2世」という名称候補があった[33]。デザイナーの前田真宏はT-REXのイメージで描いたが、着ぐるみでは恐竜のような前傾姿勢は再現できなかった[34][35]。また、ティタニクティス（英語版）など甲冑魚の要素も取り入れられている[34][35]。
- 溶解液はポンプによって噴射されている[36]。

## 『ウルトラマントリガー NEW GENERATION TIGA』に登場するアボラス
特撮テレビドラマ『ウルトラマントリガー NEW GENERATION TIGA』第21話「悪魔がふたたび」に登場。
第20話で登場したバリガイラーの電撃の影響により、シズマ財団遺伝学研究センターにて保管・調査されていた3億5,000年前の遺物の青いカプセルに入っていた液状生命体が活性化してバニラとともに蘇った「青き悪魔」。大口から吐く泡状の溶解液が武器。古文書には、「悪戯に殺めると毒の血（毒素）を撒き散らして土や川を汚染して都を滅ぼすため生きたまま封印した」と記されている。
GUTS-SELECTのマナカケンゴを泡状の溶解液で閉じ込め、市街地にてバニラと激戦を繰り広げるが、力を制御できるようになったイグニスが変身したトリガーダークにより、バニラの炎で溶解液を取り除かれてケンゴが救出されるとウルトラマントリガーに変身され、グリッタートリガーエタニティのエタニティボンバーを受けた後、トリガーダークの浄化光線によって爆散した炎を包み込まれ、清らかな光の粒子に変換されて霧散する。
- スーツアクター：新井宏幸
- スーツは、近年の『ウルトラマンフェスティバル』などに展示されていたものが用いられており[40]、本話の撮影に使用するために途中から展示されなくなった[41]。

## その他の作品に登場するアボラス
- 映像作品
  - 『ウルトラマンメビウス』第21話では、怪獣墓場に漂っている姿が描かれている[42]。
  - 映画『大怪獣バトル ウルトラ銀河伝説 THE MOVIE』では、ベリュドラを構成する怪獣として、右腕に初代アボラス、胴体にパワードアボラスの姿がそれぞれ配置されている[43]。パワードアボラスは『パワード』出典の怪獣では唯一の選出となっている。
  - 『ウルトラマン列伝』第21話では、ウルトラマンゼロによるエンペラ星人の解説の中で、光の国を襲撃したウルトラ大戦争時にエンペラ星人が引き連れていた怪獣軍団の中に新たに姿が追加されている。
  - 『ウルトラマンX』第1話では、冒頭に登場してロシアでバニラと戦いを繰り広げた。身長・体重は初代と同じ[44][45]。スーツは2014年の『円谷英二 特撮の軌跡展』[46][47]の際に制作されたものが使用された[48]。
- 漫画作品
  - 漫画『ウルトラ忍法帖』では、悪の組織「朧党」の忍獣「阿簿羅巣」として暴愚（ボーグ星人）と共に急遽招集されて登場。ウルトラマンとの戦いではまったく相手にならないが、再登場した際には同じ貧乏人仲間として、エースの友達になった。
  - 漫画『ウルトラマンSTORY 0』では、第36話・第37話にてバニラと共に登場し、オッズのオリハルコン製の斧による攻撃で怯んだところにウルトラセブンのワイドショットを受け、倒される。その後、第39話・第40話にてジェロニモンに蘇らされた再生怪獣の1体として登場している。
- ゲーム作品
  - 『大怪獣バトル』の第4弾に技カードで登場。スキルは「青い悪魔」で、効果は「3ラウンドの間攻撃が水攻撃になる」。第4弾の絵柄はライバルのバニラとつながるほか、拡張版のコンボも対になっている。

### 過去の映像を流用しての登場
いずれも映像はそれぞれの初登場作品の流用。
『新世紀ウルトラマン伝説』
パワードアボラスが登場。
『ウルトラマンボーイのウルころ』
初代が第84話「怪獣オリンピンピックだぞ!」、第251話「必勝! 3度目の正直の巻」で登場。

## 関連怪獣
- バニラ (ウルトラ怪獣)
- 青色夜型宇宙人 スタンデル星人アボルバス - 『ウルトラマンティガ』に登場。アボラスをモチーフとしている[49]。